# Боско Екс Пармиђано (Кремона)
Боско Екс Пармиђано је насеље у Италији у округу Кремона, региону Ломбардија.
Према процени из 2011. у насељу је живело 1241 становника. Насеље се налази на надморској висини од 39 м.